# Rhabdastrella
Rhabdastrella is een geslacht van sponsdieren uit de klasse van de Demospongiae (gewone sponzen). 

## Soorten
- Rhabdastrella actinosa (Lévi, 1964)
- Rhabdastrella aurora (Hentschel, 1909)
- Rhabdastrella cordata Wiedenmayer, 1989
- Rhabdastrella cribriporosa (Dendy, 1916)
- Rhabdastrella distincta (Thiele, 1900)
- Rhabdastrella fibrosa Hechtel, 1983
- Rhabdastrella globostellata (Carter, 1883)
- Rhabdastrella intermedia Wiedenmayer, 1989
- Rhabdastrella membranacea (Hentschel, 1909)
- Rhabdastrella oxytoxa (Thomas, 1973)
- Rhabdastrella primitiva (Burton, 1926)
- Rhabdastrella providentiae (Dendy, 1916)
- Rhabdastrella reticulata (Carter, 1883)
- Rhabdastrella rowi (Dendy, 1916)
- Rhabdastrella spinosa (Lévi, 1967)
- Rhabdastrella sterrastraea (Row, 1911)
- Rhabdastrella trichophora (Lévi & Lévi, 1989)
- Rhabdastrella virgula Boury-Esnault, 1973